# Luis de Lorena (1641-1718)
Luis de Lorena (7 de diciembre de 1641-13 de junio de 1718), conde de Armañac por la muerte de su padre en 1666, gran escudero de Francia, perteneció a una rama más joven de la Casa de Guisa, una rama más joven de la Casa Soberana de Lorena.

## Biografía
Luis de Lorena nació en París el 7 de diciembre de 1641. Era hijo de Enrique de Lorena, conde de Harcourt , conde de Armañac y su esposa Margarita Filipina du Cambout. Su hermano menor, Felipe de Lorena, fue el amante de Felipe I de Orleans, hermano menor de Luis XIV.
Al igual que su padre antes que él, fue gran escudero de Francia y miembro de la Maison du Roi. A su muerte, su cargo, así como el título «Monsieur le Grand» fue asumido por su hijo Charles de Lorraine, a cuya muerte pasó al nieto de Louis, el príncipe de Lambesc.
A la muerte de su padre en 1666, Luis de Lorena heredó el título de conde de Armagnac que, aunque evoca la poderosa Casa de Armagnac, no estaba acompañado por las vastas posesiones y la autoridad que disfrutaba, en la Edad Media, los condes de Armagnac. Se casó con Catherine de Neufville, hija menor de Nicolás de Neufville, duque de Villeroy, quien había sido el gobernador del joven Luis XIV. Su esposa también era hermana de François de Neufville de Villeroy, el futuro gobernador de Luis XV. De esta unión nacieron catorce hijos, de los cuales solo cuatro tuvieron descendencia.
Alrededor del año 1676 construyó en París el hotel Armagnac (también conocido como Brionne).
Está enterrado en la abadía de Royaumont, ubicada cerca de Asnières-sur-Oise en Val-d'Oise, a unos 30  km al norte de París. A su lado se encuentran su padre y su hijo Francisco Armando.

## Descendencia
- Enrique de Lorraine, conde de Brionne (15 de noviembre de 1661-3 de abril de 1713), se casó con Maríe Madeleine d'Épinay, cuyos descendientes, su bisnieta Josefina de Lorena, es la abuela de Carlos Alberto de Cerdeña, por lo tanto, es uno de los antepasados de la Casa de Saboya;
- Margarita de Lorena (17 de noviembre de 1662-16 de diciembre de 1730), se casó en Versalles el 25 de julio de 1675 con Nuno Álvares Pereira de Melo, I duque de Cadaval, con descendientes;
- Francisca de Lorena (28 de febrero de 1664) murió joven;
- Francisco Armando de Lorena, conocido como el "caballero de Lorena" (13 de febrero de 1665-9 de junio de 1728) nunca se casó, abad de Royaumont;
- Camila de Lorena, conde de Chamilly (25 de octubre de 1666-6 de noviembre de 1715), murió soltero en el castillo de Lunéville;
- Armando de Lorena (8 de julio de 1668-1681), murió joven;
- Isabel de Lorena (n. 12 de junio de 1671), murió joven;
- Felipe de Lorena (29 de junio de 1673–1677), murió joven;
- María (12 de agosto de 1674-30 de octubre de 1724) se casó el 13 de junio de 1688, en Versalles, con Antonio I  de Mónaco. De esta unión nació en, entre otros, Luisa Hipólita de Mónaco, princesa suo iure de Mónaco de la que descienden los actuales príncipes soberanos de Mónaco;
- Luis de Lorena, alguacil de Armañac llamado el "alguacil de Lorena" (24 de agosto de 1675-24 de agosto de 1704) nunca se casó, fue asesinado en la batalla naval de Vélez-Málaga;
- Carlota de Lorena, llamada Mademoiselle  d'Armañac (6 de mayo de 1678-1 de enero de 1757), nunca se casó;
- Ana María de Lorena (29 de septiembre de 1680-19 de diciembre de 1712), murió en Mónaco;
- Margarita de Lorena (n. 20 de julio de 1681), murió joven;
- Carlos de Lorena, conde de Armañac (22 de febrero de 1684-29 de diciembre de 1751), se casó con Françoise-Adélaïde de Noailles, hija de Adrien Maurice de Noailles, duque de Noailles, sin descendencia.

- Datos: Q1280342
- Multimedia: Louis of Lorraine, Count of Armagnac / Q1280342